# Øster Hurup Kirke
Øster Hurup Kirke er en korskirke i Øster Hurup Sogn, Hadsund Provsti. Den er tegnet af arkitekt C.A. Wiinholt fra Viborg og opført i 1899. Kirken er bygget af røde teglsten med sort skifertag. Alt kirkens inventar blev fornyet i 1975.
Det nye klokketårnet blev taget i brug i 1999. Allerede tilbage i 1987 begyndte man at arbejde med planerne om et nyt klokketårn i tilknytning til kirken. Klokketårnet er placeret sydvest for kirken.